# Kępa Swarzewska
Kępa Swarzewska (kaszb Swôrzewskô Kãpa) – kępa morenowa znajdująca się na obszarze wysoczyzny morenowej Pobrzeża Kaszubskiego z charakterystycznymi głębokimi jarami.
Obszar kępy ogranicza od północy Władysławowo i podstawa Mierzei Helskiej, od zachodu i południa zabagniona pradolina strugi Płutnicy (Puckie Błota) zaś od wschodu obejmujący brzeg Zatoki Puckiej Nadmorski Park Krajobrazowy. Najwyższymi punktami Kępy Swarzewskiej są wzgórza moreny czołowej na obszarze Chłapowa o wysokości do 67 m n.p.m. Obszarem kępy przebiegają trasy linii kolejowej Reda-Hel i drogi wojewódzkiej nr 216. W okolicach Swarzewa powstała Elektrownia Wiatrowa Swarzewo. Najwyższym wzniesieniem obszaru jest Miodna Góra.

## Miejscowości na kępie
- Chłapowo
- Gnieżdżewo
- Łebcz
- Strzelno
- Swarzewo